# Anochetus bytinskii
Anochetus bytinskii  (лат.) — вид муравьёв рода Anochetus из подсемейства Ponerinae (Formicidae). Израиль.

## Описание
Длина тела от 5,83 до 6,98 мм, длина головы HL 1,42-1,61 мм, ширина головы HW 1,21-1,38 мм, длина скапуса усика SL 1,22-1,41 мм. Основная окраска от желтовато-оранжевой до коричневой. Мандибулы капкановидные, равны половине длины головы и несут около 10 мелких зубчика на жевательном крае и 2 вершинных длинных зубца.
Вид был впервые описан в 2007 году израильскими мирмекологами Иегошуа Куглером (Jehoshua Kugler, Department of Zoology, The George S. Wise Faculty of Life Sciences, Tel Aviv University, Тель-Авив, Израиль) и Армином Ионеску (Armin Ionescu). Видовое название дано в честь профессора Ханана Битинского (Prof. Hanan Bytinski-Salz).